# El Salitral, Veracruz
El Salitral är en ort i Mexiko.   Den ligger i kommunen Ignacio de la Llave och delstaten Veracruz, i den sydöstra delen av landet, 300 km öster om huvudstaden Mexico City. El Salitral ligger 8 meter över havet och antalet invånare är 755.
Terrängen runt El Salitral är mycket platt. Runt El Salitral är det ganska tätbefolkat, med 72 invånare per kvadratkilometer. Närmaste större samhälle är Tlalixcoyan, 17,6 km norr om El Salitral. Omgivningarna runt El Salitral är en mosaik av jordbruksmark och naturlig växtlighet.